# Tatjana Marinić
Josipa (Tatjana) Marinić (Slavonska Požega, 7. veljače 1897. – 8. veljače 1966.), hrvatska komunistica, humanitarka i jedna od osnivačica Studija socijalnog rada. 
Na početku I. svjetskog rata prekida učiteljsku školu i odlazi u selo Poljanska kod Požege za učiteljicu. Državnu učiteljsku školu završava nakon kraja rata. 1919. godine upoznaje A. B. Šimića, koji joj posvećuje neke ljubavne pjesme, i čitavu svoju kratku zbirku pjesama „Preobraženja“ iz 1920. godine - koja je njegov najvažniji doprinos Hrvatskoj književnosti. A. B. Šimić joj i nadjeva ime Tatjana: roditelji su joj bili dali ime Josipa. Njihovu vezu prekida Šimićeva smrt 1925. godine. 
Od 1919. godine pristupa komunistima. Nakon zabrane Komunističke partije 1920. godine završava na policiji, gdje je tuku. Radi liječenja odlazi o trošku Partije na liječenje u Beč, gdje ostaje više godina radeći za Partiju. 1927. će ući u brak s političkim sekretarom Centralnog komiteta Komunističke partije Jugoslavije Đurom Cvijićem.  Tijekom godina u Beču dva puta odlazi u Sovjetski Savez,  U Zagreb se vraća 1934. godine, gdje je policija odmah uhićuje i potom stavlja pod prismotru. 1935. i 1936. je opet u Moskvi, gdje pohađa Komunistički univerzitet nacionalnih manjina Zapada i ženski kurs pri Međunarodnoj lenjinskoj školi. 
Sredinom 1941. godine je kao dobro poznata komunistica bila nakratko u zatvoru, a poslije su joj vlasti NDH dopustile da predaje na Školi za odgojiteljice u Rudama kod Samobora. Sa svojim studenticama se uključila u akciju pomaganja srpskoj djeci, koju je pokrenula Diana Budisavljević uz potporu Kamila Breslera, načelnika u Ministarstvu udružbe. 1943. godine odlazi u partizane, te osniva više domova za nezbrinutu djecu na području pod njihovom kontrolom. 
Odmah nakon rata, preuzima u Zagrebu načelničku funkciju koju je za vrijeme NDH obnašao Kamilo Bresler (on ostaje neko vrijeme u Ministarstvu, koje se sada zove Ministarstvo socijalne politike), te upravlja brigom o nezbrinutoj djeci u Hrvatskoj. Nakon kratkog vremena, oduzima T. Marinić kartoteku od Diane Budisavljević, te joj zabranjuje pristup dokumentaciji. Diana Budisavljević joj u svojem Dnevniku (objavljenom tek 2003. godine, kada ni Marinić ni Budisavljević nisu bile žive) teško zamjera taj čin i još više nemarno rukovanje dokumentacijom, zbog koje mnoga djeca nisu vraćena obiteljima.
Komunistička propaganda će čitavu akciju Diane Budisavljević pripisati tobožnjem djelovanju zagrebačke organizacije Komunističke partije, a kao najzaslužnija osoba za tu akciju će biti spominjana Tatjana Marinić. Dianu Budisavljević će se spominjati tek uzgred, kao osobu koja je formirala kartoteku o djeci.
1949. odlazi T. Marinić Beograd, gdje se u Saveznom ministarstvu prosvjete bavi pitanjima predškolskog odgoja djece. Postaje predsjednicom Nacionalnog komiteta Jugoslavije za problem predškolskog odgoja, te jednom od prvih počasnih članova Svjetske organizacije za brigu o djeci predškolskog uzrasta. Potom se vraća u Zagreb, u Savjet za narodno zdravlje i socijalnu politiku Vlade NR Hrvatske, te je 1952. godine uključena u tim koji osniva Višu stručnu školi za socijalne radnike u Zagrebu. U tu svrhu, upućena je u Nizozemsku, radi proširivanja stručnih znanja. Na Višoj stručnoj školi za socijalne radnike će djelovati do umirovljenja 1957. godine, kao predavač metoda socijalnog rada.

## Vanjske poveznice
- Život i vrijeme Tatjane Marinić, jedne od osnivača Studija socijalnog rada u Hrvatskoj